# Día del Rey
Koningsdag (en neerlandés Koningsdag pronunciación en neerlandés: /ˈkoːnɪŋzdɑx/ⓘ) o el Día del Rey, es una fiesta nacional en el Reino de los Países Bajos. Celebrado el 27 de abril (26 de abril si el 27 es domingo), la fecha marca el nacimiento del rey Willem-Alexander.  Cuando el monarca neerlandés es mujer, la festividad se conoce como Koninginnedag (pronunciación en neerlandés: /ˌkoːnɪŋˈɪnədɑx/ⓘ) o Día de la Reina y, bajo el reinado de Beatriz hasta 2013, se celebraba el 30 de abril.
La festividad se realizó por primera vez el 31 de agosto de 1885 como Prinsessedag o Día de la Princesa, en el quinto cumpleaños de la princesa Guillermina, entonces presunta heredera del trono neerlandés. En su ascenso al trono en noviembre de 1890, la fiesta adquirió el nombre de Koninginnedag, que se celebró por primera vez el 31 de agosto de 1891. En septiembre de 1948, la hija de Guillermina, Juliana, ascendió al trono y la festividad se trasladó a su cumpleaños, el 30 de abril.
La hija de Juliana, Beatriz, mantuvo la celebración el 30 de abril después de ascender al trono en 1980, aunque su cumpleaños era el 31 de enero. Beatriz modificó la costumbre de su madre de recibir un desfile floral en el palacio de Soestdijk, y en su lugar eligió visitar diferentes ciudades neerlandesas cada año y unirse a las festividades con sus hijos. En 2009, Beatriz estaba celebrando el Día de la Reina en la ciudad de Apeldoorn cuando un hombre intentó embestir el autobús de la familia real con su automóvil; pero chocó contra una multitud de personas y se estrelló contra un monumento: siete personas de la multitud murieron, al igual que el conductor.
La reina Beatriz abdicó en Koninginnedag de 2013 y su hijo, Guillermo Alejandro, ascendió al trono (el primer rey desde la celebración de la fiesta nacional). Como resultado, la festividad se conoció como Koningsdag a partir de 2014 y la celebración se adelantó tres días al 27 de abril, su cumpleaños real.
Koningsdag es conocido por su vrijmarkt (‘mercado libre’) realizado a nivel nacional, en el que los neerlandeses venden sus artículos usados. También es una oportunidad para la oranjegekte (‘locura naranja’), una especie de frenesí llamado así por el color nacional.

## Historia

### Guillermina (1885-1948)
Frente a una monarquía impopular, en la década de 1880 los liberales del gobierno neerlandés buscaron un medio para promover la unidad nacional. Al rey Guillermo III no le gustaba, pero sí a su hija de cuatro años, la princesa Guillermina. Una fiesta en honor al rey Guillermo se había celebrado de forma intermitente en su cumpleaños, y JWR Gerlach, editor del periódico Utrechts Provinciaal en Stedelijk Dagblad, propuso que el cumpleaños de la princesa se observara como una oportunidad para la celebración patriótica y la reconciliación nacional. Prinsessedag o el Día de la Princesa se celebró por primera vez en los Países Bajos el 31 de agosto de 1885, el quinto cumpleaños de Guillermina. La joven princesa desfiló por las calles, saludando a la multitud. La primera celebración ocurrió solo en Utrecht, pero otros municipios rápidamente comenzaron a observarla, organizando actividades para niños. Se llevaron a cabo más procesiones en los años siguientes, y cuando Guillermina heredó el trono en 1890, Prinsessedag pasó a llamarse Koninginnedag, o Día de la Reina. Para entonces, casi todos los pueblos y ciudades de los Países Bajos celebraban la festividad.
La celebración resultó popular, y cuando la reina cumplió la mayoría de edad en 1898, su toma de posesión se pospuso seis días hasta el 6 de septiembre para no interferir con Koninginnedag. La fiesta anual caía el último día de las vacaciones escolares de verano, lo que la hizo popular entre los escolares. No se sabe si realmente Guillermina disfrutaba de las festividades; aunque el escritor Mike Peek, en un artículo de revista de 2011 sobre Koninginnedag, sugiere que estaba entusiasmada,  hay una historia de Guillermina después de un regreso cansada de una de estas procesiones de cumpleaños, haciendo que su muñeca se inclinara hasta que el cabello del juguete se despeinó, y diciéndole: "¡Ahora te sentarás en un carruaje y te inclinarás hasta que te duela la espalda, y verás cuánto te gusta ser una reina!".
Koninginnedag de 1902 no solo honró el cumpleaños de la Reina, sino que se celebró con mayor entusiasmo ya que marcó su recuperación de una enfermedad grave. Guillermina rara vez asistía a las festividades de Koninginnedag después de llegar a la edad adulta. Asistió a las ceremonias de su jubileo de plata en 1923, que incluyeron festividades masivas en Ámsterdam y La Haya, a pesar de la petición de la Reina de que no se gastaran grandes sumas de dinero porque las condiciones económicas eran difíciles en ese momento. Para asegurarse de que incluso las partes más pobres de la ciudad estuvieran incluidas, las bandas tocaron simultáneamente en 28 ubicaciones en La Haya. Guillermina hizo más excepciones para eventos como su quincuagésimo cumpleaños en 1930. Durante la ocupación alemana de los Países Bajos en la Segunda Guerra Mundial, se prohibieron las celebraciones de Koninginnedag y los miembros de los Comités Naranja, que organizan los eventos festivos, destruyeron sus registros por temor a las represalias alemanas.

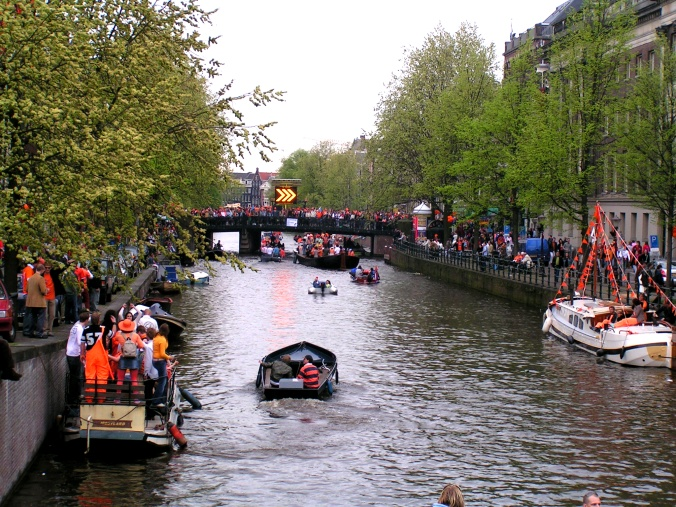
Día de la Reina en Ámsterdam, 2005: un canal.

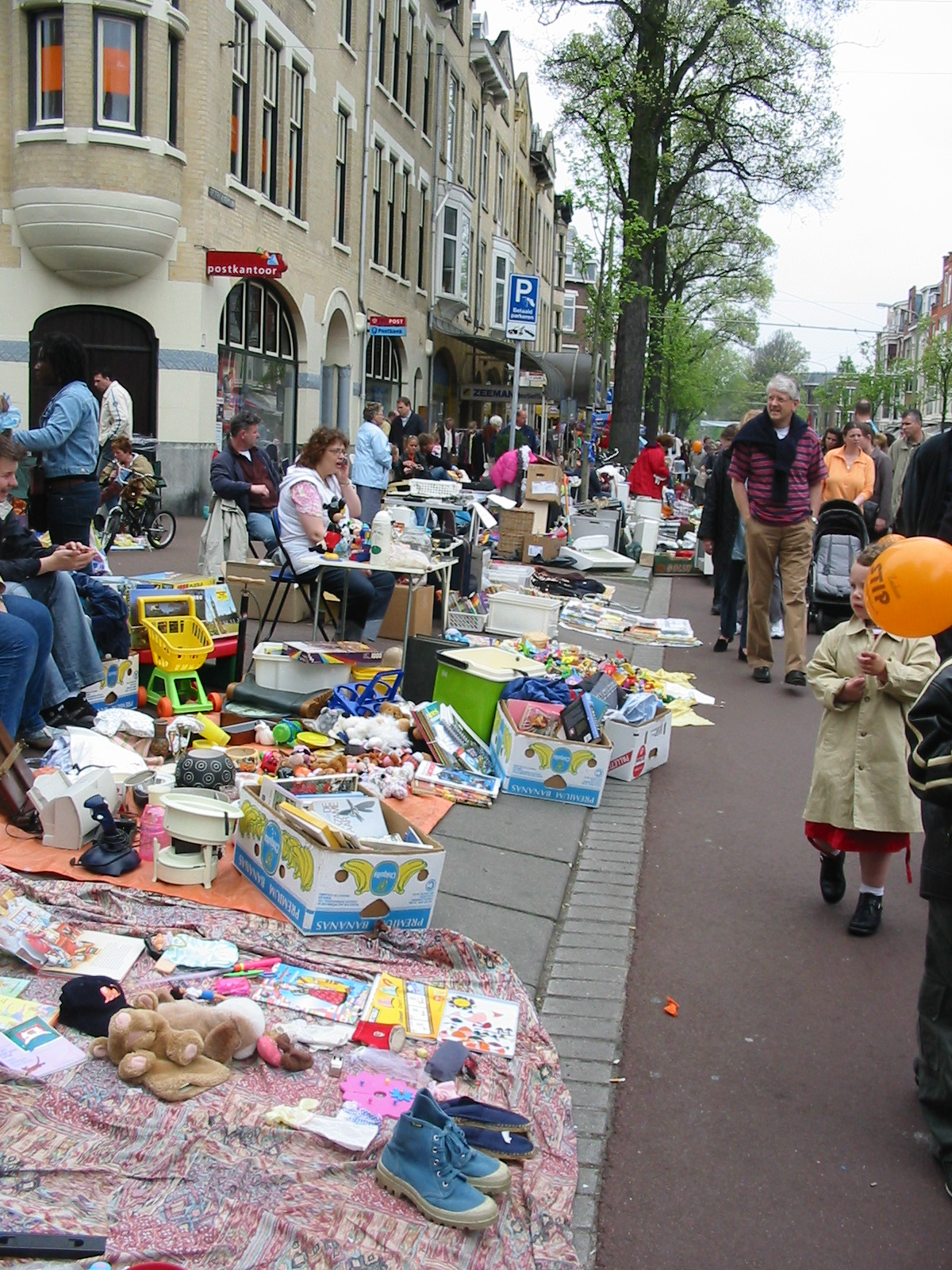
Día de la Reina en La Haya, 2005: mercadillo.

### Juliana (1948-1980)

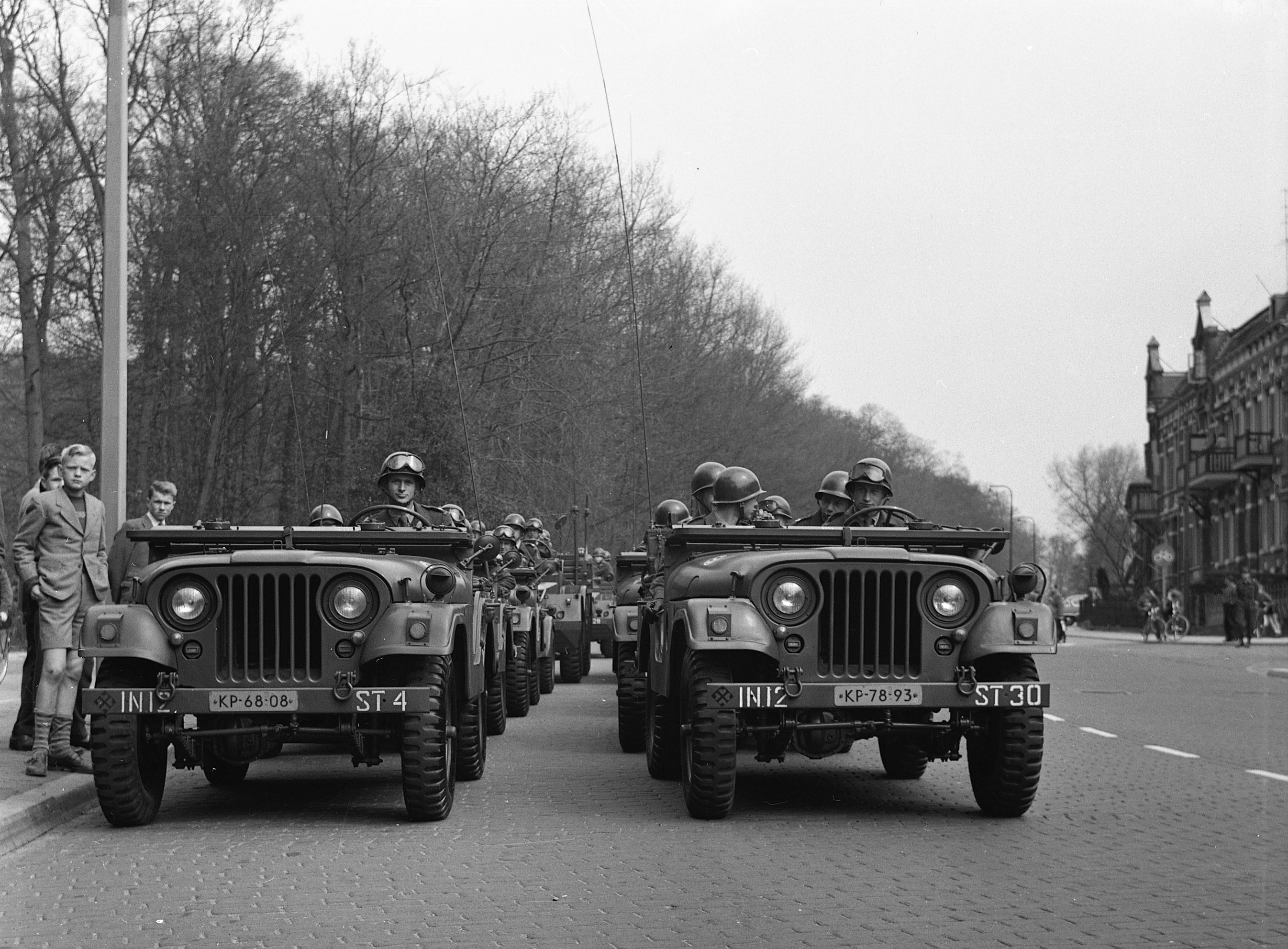
Desfile militar en Arnhem, Koninginnedag de 1958.

Otra celebración de cumpleaños en verano en los Países Bajos fue la de la madre de Guillermina, la reina regente Emma, quien después de que Guillermina alcanzó la edad adulta generalmente pasó su propio cumpleaños, el 2 de agosto, en el Palacio Soestdijk en Baarn. Hasta su muerte en 1934, Emma recibió un tributo floral anual de la gente del pueblo en su cumpleaños. En 1937, la hija y heredera de Guillermina, la princesa Juliana, fijó su residencia en el Palacio de Soestdijk después de su matrimonio, y la gente del pueblo le hizo una presentación floral, trasladando la fecha al cumpleaños de Juliana, el 30 de abril. En septiembre de 1948, Juliana ascendió al trono y, a partir de 1949, Koninginnedag fue en su cumpleaños. El cambio de fecha atrajo la aprobación inmediata de los niños neerlandeses, que ganaron un día extra de vacaciones. La primera celebración de la festividad en la nueva fecha incluyó un gran circo en el Estadio Olímpico de Ámsterdam, al que no asistió la familia real, que permaneció en el Palacio Soestdijk. La reina Juliana retuvo el tributo floral y se quedó cada año en Koninginnedag en el Palacio Soestdijk para recibirlo. El desfile se televisó en la década de 1950 y Koninginnedag se convirtió cada vez más en una fiesta nacional, y los trabajadores tenían el día libre. Juliana tenía fama de "reina del pueblo" y, según Peek, "se sentía como si invitara a sus súbditos a la casa real".
A principios de 1966, la hija mayor de Juliana, la princesa Beatriz, se casó con Klaus-Georg von Amsberg. El matrimonio fue controvertido porque el nuevo príncipe Claus (como se le apodaba) era alemán y el propio Claus había servido en el ejército alemán durante la guerra. Los disturbios contra los alemanes en Amsterdam empañaron el día de la boda y las siguientes celebraciones de Koninginnedag. Por temor a más manifestaciones en la festividad, los funcionarios del gobierno decidieron abrir el centro de la ciudad de Ámsterdam al vrijmarkt ("mercado libre") que se había celebrado durante mucho tiempo en Koninginnedag, en las afueras de la ciudad, principalmente para niños. El vrijmarkt ocupó el espacio donde podrían haber tenido lugar las manifestaciones y comenzó una nueva costumbre.

### Beatrix (1980-2013)

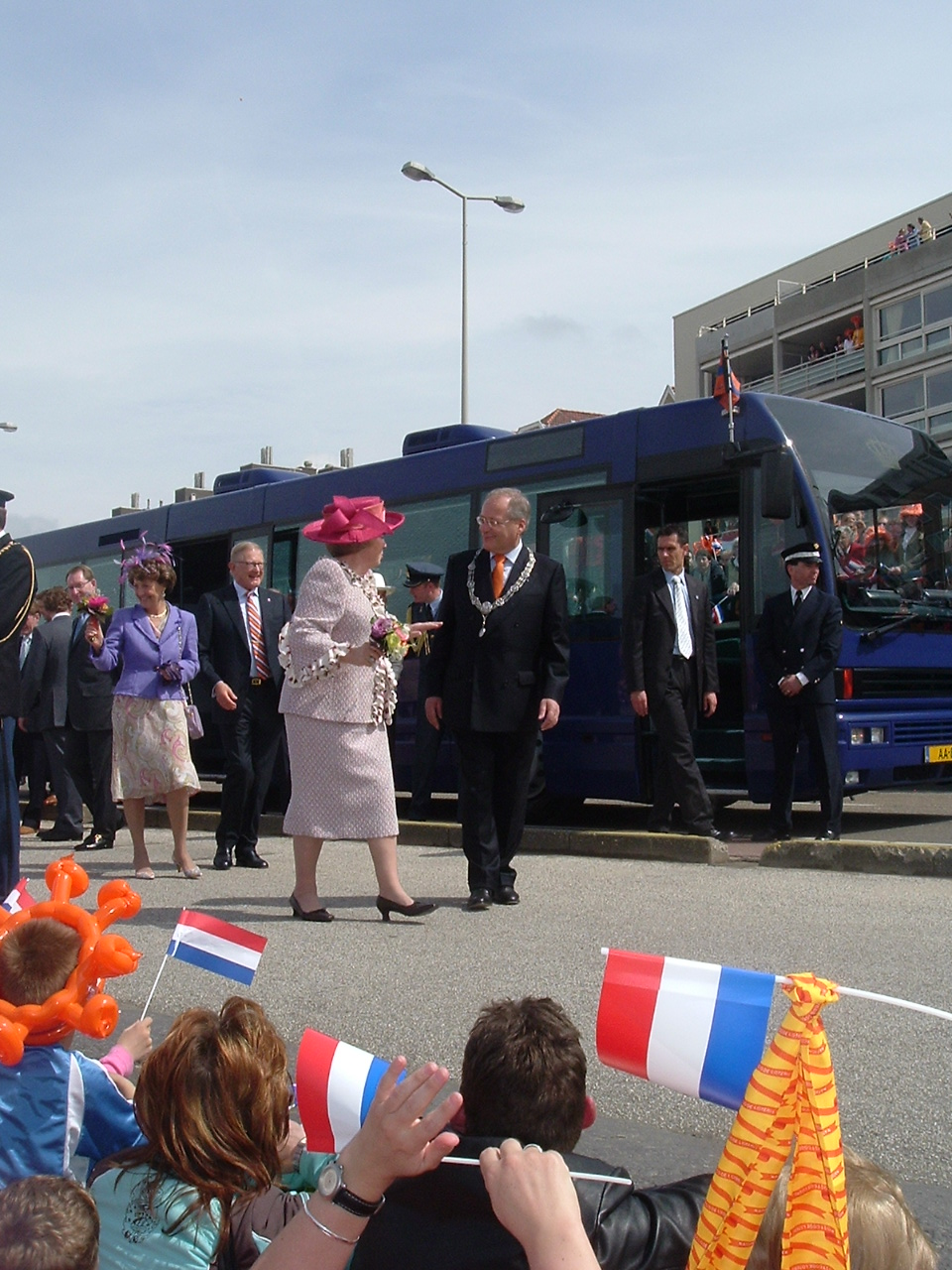
La reina Beatriz habla con el alcalde de La Haya, Wim Deetman en Scheveningen, Koninginnedag 2005.

Cuando la reina Beatriz sucedió a su madre Juliana tras la abdicación de esta última el 30 de abril de 1980, la nueva reina decidió mantener la festividad el 30 de abril como homenaje a su madre. Si el 30 de abril caía en domingo, Koninginnedag se observaba el día anterior; esto ocurrió más recientemente en 2006. La razón también era práctica: el cumpleaños real de Beatriz el 31 de enero habría sido menos propicio para las actividades tradicionales al aire libre. En lugar de quedarse en el palacio y dejar que los neerlandeses acudieran a ella, Beatriz solía visitar dos ciudades cada año para las celebraciones de Koninginnedag. Se hicieron demostraciones de artesanías y costumbres locales para la familia real, que tuvo la oportunidad de participar.
Las celebraciones de Koninginnedag a veces se han visto afectadas o interrumpidas. En 1988, tres militares británicos estacionados en Alemania que estaban en los Países Bajos para Koninginnedag murieron en ataques del Ejército Republicano Irlandés. En 1996, las celebraciones en Róterdam se vieron empañadas por una prohibición del alcohol, establecida luego de los disturbios ocurridos a principios de semana después de que el club de fútbol local Feyenoord ganara el campeonato de la liga de los Países Bajos. Las visitas programadas de la Reina para 2001 a Hoogeveen y Meppel se pospusieron un año debido a un brote de fiebre aftosa.
El 30 de abril de 2009, Beatriz y otros miembros de la familia real se encontraban en la ciudad de Apeldoorn cuando un hombre de 38 años, Karst Tates, condujo su automóvil Suzuki Swift entre la multitud y esquivó por poco el autobús descapotable de la familia real. Siete personas murieron y se cancelaron más celebraciones. Tates murió a causa de las heridas sufridas en el ataque poco después y sus motivos exactos siguen sin estar claros, aunque parece que su objetivo era la familia real. El incidente provocó dudas sobre si la familia real debería continuar participando en las celebraciones. Sin embargo, Beatriz indicó que la tragedia no le impediría conocer a su gente. En 2010, Beatriz y su familia visitaron Wemeldinge y Middelburg, en la provincia de Zelanda. No hubo incidentes y, posteriormente, la Reina agradeció a Zelanda por devolver Koninginnedag a su familia y a su país.

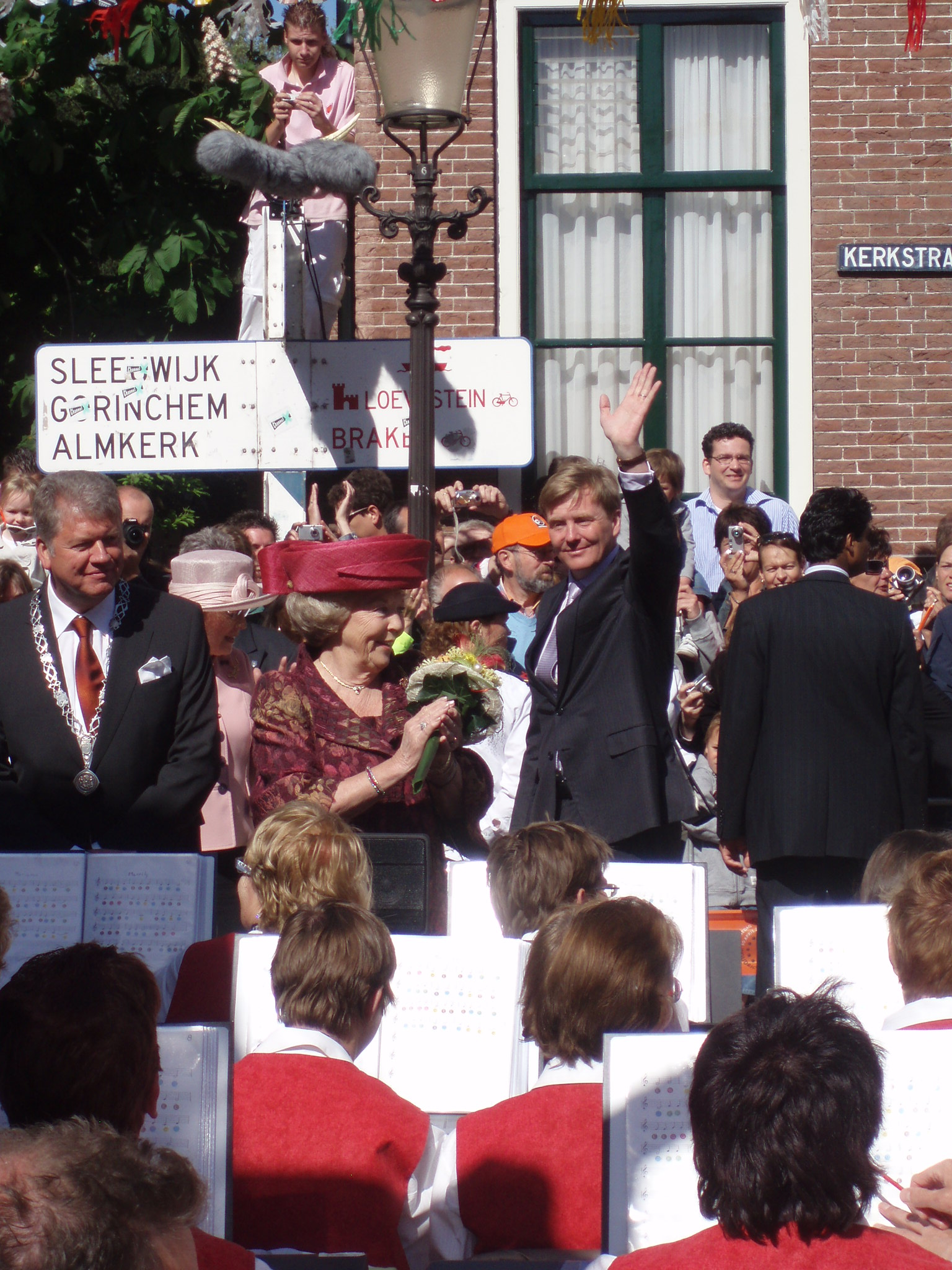
La reina Beatriz y su hijo y heredero Willem-Alexander, Príncipe de Orange (saludando) visitan Woudrichem en 2007.

La reina Beatriz visitó los siguientes pueblos y ciudades a lo largo de los años en Koninginnedag:
- 1981: Veere y Breda
- 1982: Harlingen y Zuidlaren
- 1983: Lochem y Vaassen
- 1984: The Hague
- 1985: Anna Paulowna, Callantsoog, y Schagen
- 1986: Deurne yMeijel
- 1987: Breukelen
- 1988: Genemuiden, Kampen, e informalmente Amsterdam
- 1989: Goedereede y Oud-Beijerland
- 1990: Haren y Loppersum
- 1991: Buren y Culemborg
- 1992: Rotterdam
- 1993: Vlieland y Sneek
- 1994: Emmeloord y Urk
- 1995: Eijsden y Sittard
- 1996: Sint Maartensdijk y Bergen op Zoom
- 1997: Marken y Velsen
- 1998: Doesburg y Zutphen
- 1999: Houten y Utrecht
- 2000: Katwijk y Leiden
- 2001: Visita cancelada
- 2002: Hoogeveen y Meppel
- 2003: Wijhe y Deventer
- 2004: Warffum y Groningen
- 2005: Scheveningen y The Hague
- 2006: Zeewolde y Almere
- 2007: Woudrichem y 's-Hertogenbosch
- 2008: Makkum y Franeker
- 2009: Apeldoorn (Atentado a la Familia Real Neerlandesa de 2009)
- 2010: Wemeldinge y Middelburg[18]
- 2011: Weert y Thorn[21]
- 2012: Rhenen y Veenendaal
- 2013: Visita cancelada[22]

El 28 de enero de 2013, la reina Beatriz anunció que abdicaría el 30 de abril de 2013 a favor de su hijo, Guillermo Alejandro. Dado que esta fecha coincidió con Koninginnedag, se canceló la visita planificada de la familia real a De Rijp y Amstelveen, aunque Koninginnedag de 2013 todavía se celebraba en todo el país.

### Guillermo Alejandro

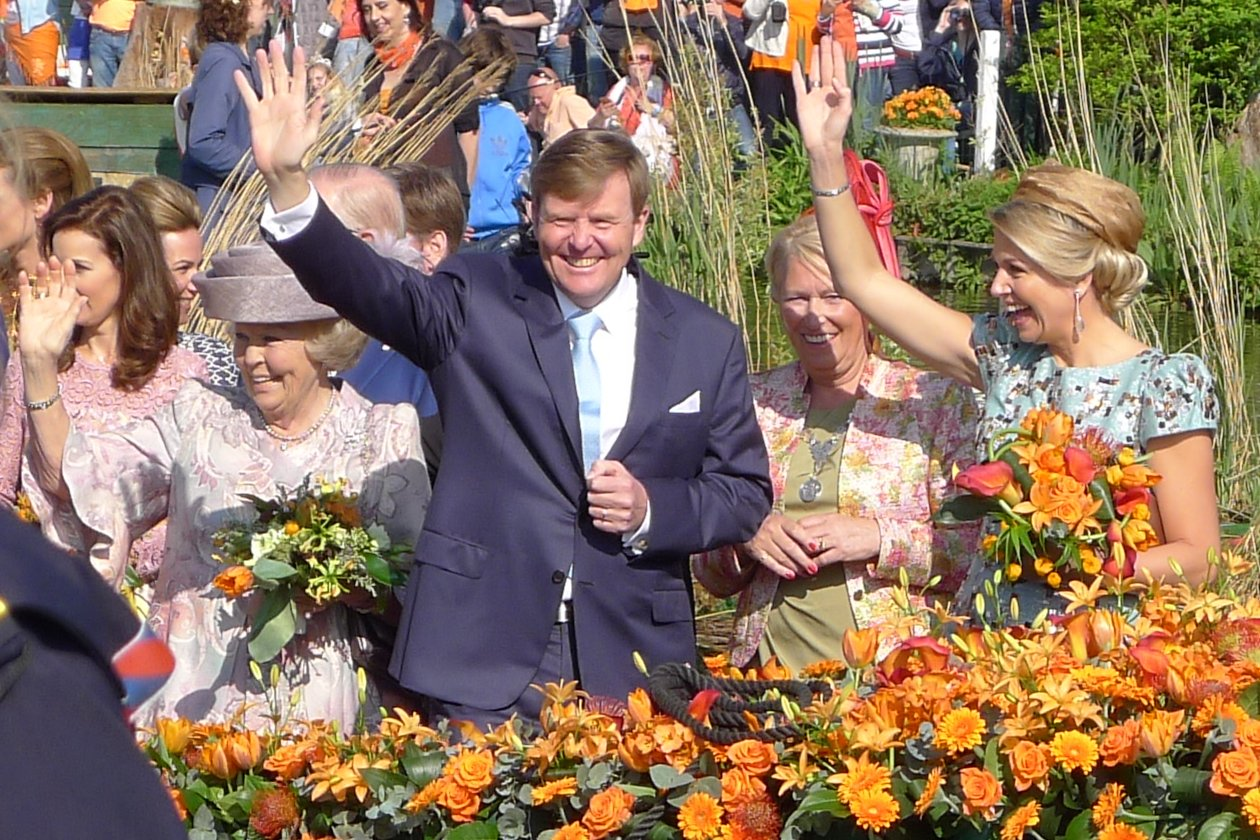
El rey Guillermo Alejandro, la reina Máxima y la princesa Beatriz durante la celebración del Koningsdag 2014 en De Rijp.

El 30 de abril de 2013, Koninginnedag, Guillermo Alejandro sucedió a su madre Beatriz y se convirtió en el primer rey de los Países Bajos en 123 años. En consecuencia, a partir de 2014 se cambia el nombre de Día de la Reina a Día del Rey. La fecha también ha cambiado del 30 al 27 de abril, que es el cumpleaños real de Guillermo Alejandro. En el primer Día del Rey, celebrado el 26 de abril de 2014 porque el 27 de abril de 2014 era domingo, el rey visitó De Rijp y Amstelveen (originalmente planeado para ser visitado por la reina Beatriz en 2013, pero pospuesto debido a su abdicación).
El rey Guillermo Alejandro ha visitado los siguientes pueblos y ciudades a lo largo de los años en Koningsdag: 
- 2014: De Rijp y Amstelveen[28]
- 2015: Dordrecht[29]
- 2016: Zwolle[30]
- 2017: Tilburg[31]
- 2018: Groningen[32]
- 2019: Amersfoort[33]
- 2020: Visita cancelada
- 2021: Eindhoven
- 2022: Maastricht[34]
- 2023: Rotterdam
- 2024: Emmen

Debido a la pandemia de coronavirus, muchas celebraciones del Día del Rey se cancelaron en 2020, incluida la visita planificada de la familia real a Maastricht. En su lugar, se emitió un programa alternativo para quedarse en casa, con un himno nacional cantado simultáneamente y un brindis nacional. El Rey se dirigió al pueblo neerlandés desde su casa.

## Actividades
Las festividades de Koningsdag a menudo son organizadas por los Comités Naranja (en neerlandés: Oranjecomité), asociaciones locales que buscan patrocinio y donaciones para sus actividades. En los últimos años, algunos comités han tenido dificultades para reclutar nuevos miembros entre los neerlandeses más jóvenes.

### Mercado de pulgas

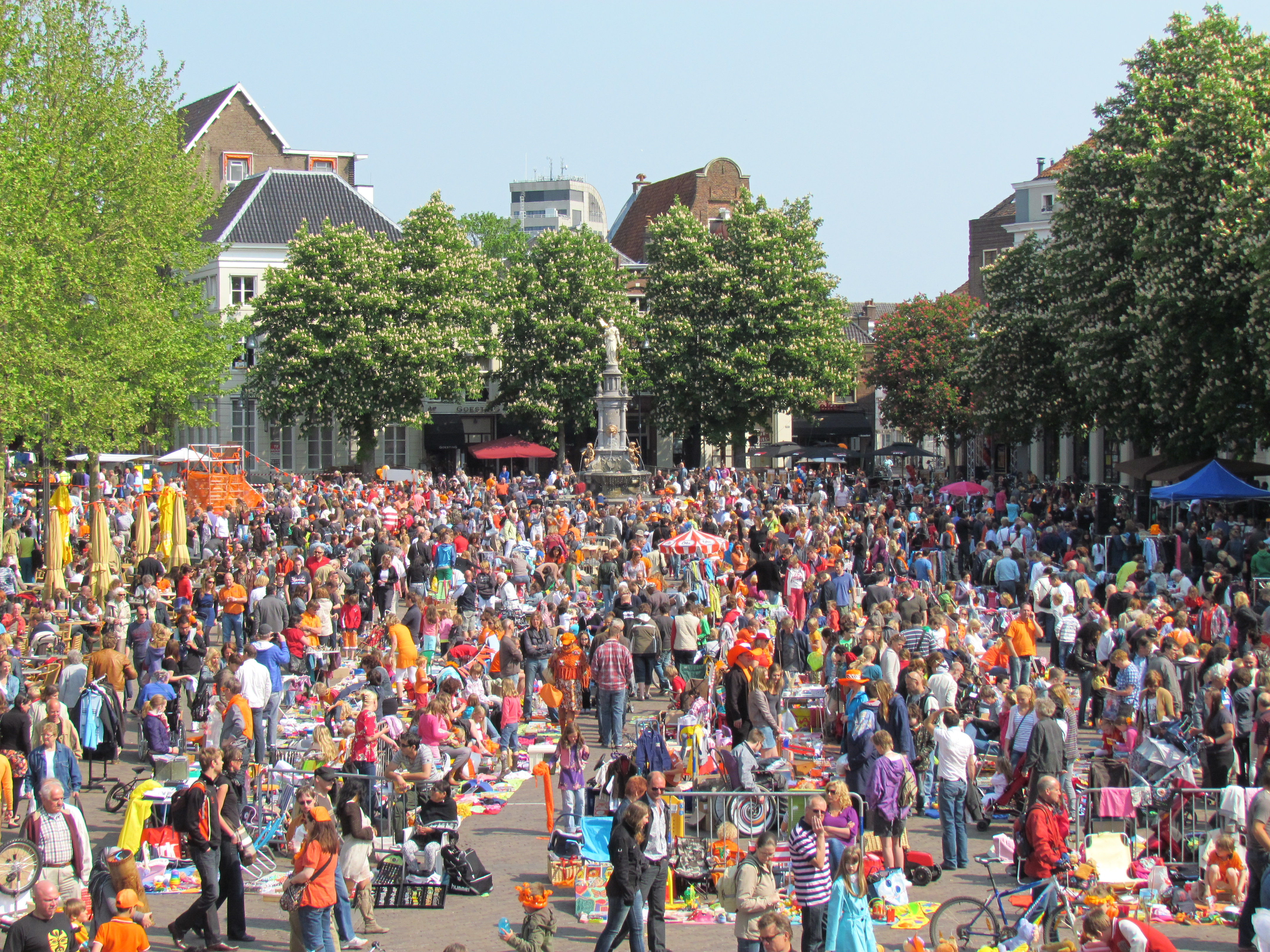
Vrijmarkt, Koninginnedag 2011, Deventer.

El vrijmarkt (literalmente 'mercado libre') es un mercado de pulgas a nivel nacional, en el que muchas personas venden sus productos usados. Koningsdag es el único día del año en que el gobierno neerlandés permite las ventas en la calle sin permiso y sin el pago del impuesto al valor agregado. ING Bank descubrió en 2011 que uno de cada cinco residentes neerlandeses planeaba vender en el vrijmarkt y estimó que ganaría 100 € por persona para una facturación total de 290 € millón. Más de la mitad de los neerlandeses compran en el vrijmarkt; ING Bank predijo que gastarían 28 € cada uno en el vrijmarkt de 2011. Se sabe que la reina Beatriz compra en el vrijmarkt; en 1995 compró una lámpara de pie. El banco también pronosticó que el nivel más bajo de ventas en el vrijmarkt en 2011 estaría en la provincia de Limburg, lugar de la visita de la reina Beatriz.
Entre las zonas más populares para realizar el vrijmarkt en Ámsterdam se encuentra el barrio Jordaan, pero el amplio Apollolaan frente al hotel Hilton en el sur de Ámsterdam está ganando popularidad. Los niños venden sus juguetes o prendas que ya no usan en el Vondelpark, también en el sur de Ámsterdam, y en un espíritu de diversión, los transeúntes a menudo ofrecen a los jóvenes vendedores más de lo que piden por los bienes. Hasta 1996, el vrijmarkt comenzaba la noche anterior y continuaba durante 24 horas. Esto se terminó con la esperanza de obtener una pausa en las celebraciones para poder hacer los preparativos para las actividades del día. Utrecht, único entre los municipios neerlandeses, conserva el vrijmarkt nocturno. En 2020, las personas podrían vender sus productos en una plataforma en línea para evitar el contacto físico con los clientes.

### Festividades
Koningsdag ahora hace celebraciones a gran escala, con muchos conciertos y eventos especiales en espacios públicos, particularmente en Ámsterdam. Se lleva a cabo un concierto al aire libre en el Museumplein de Ámsterdam, donde hasta 800 000 personas pueden reunirse. Para ayudar a los visitantes a regresar a casa en tren después de las festividades, los eventos al aire libre deben terminar a las 20:00 h y el espectáculo Museumplein a las 21:00 h. El centro de la ciudad está cerrado a los automóviles y no hay tranvías que pasen por el corazón de la ciudad. Se insta a las personas a evitar la estación de tren Amsterdam Centraal y usar otras estaciones. Los trenes internacionales que normalmente salen o terminan en Amsterdam Centraal se dirigen a una parada suburbana.

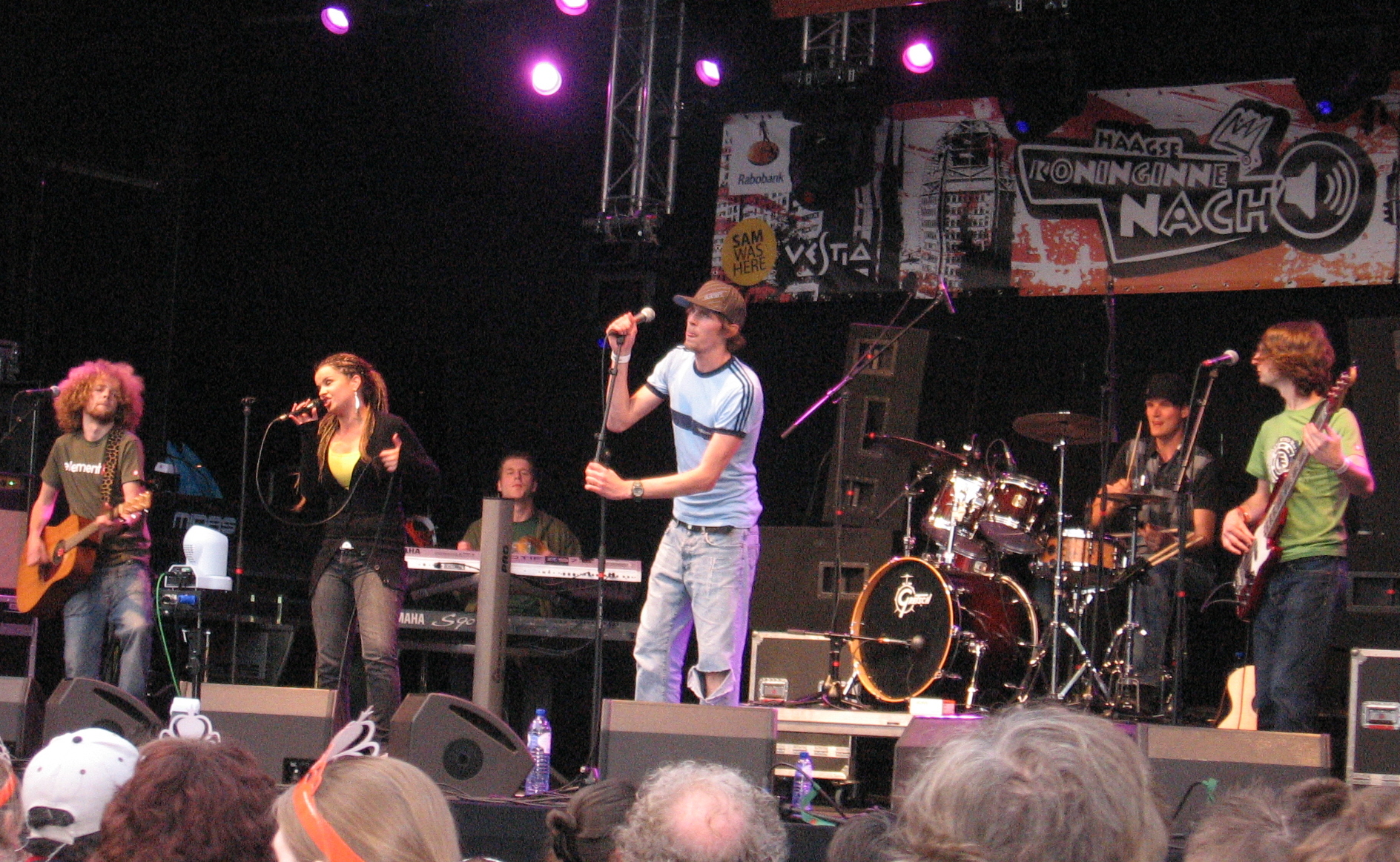
Un concierto ofrecido por la banda neerlandesa Leaf en La Haya durante Koninginnenacht en 2008.

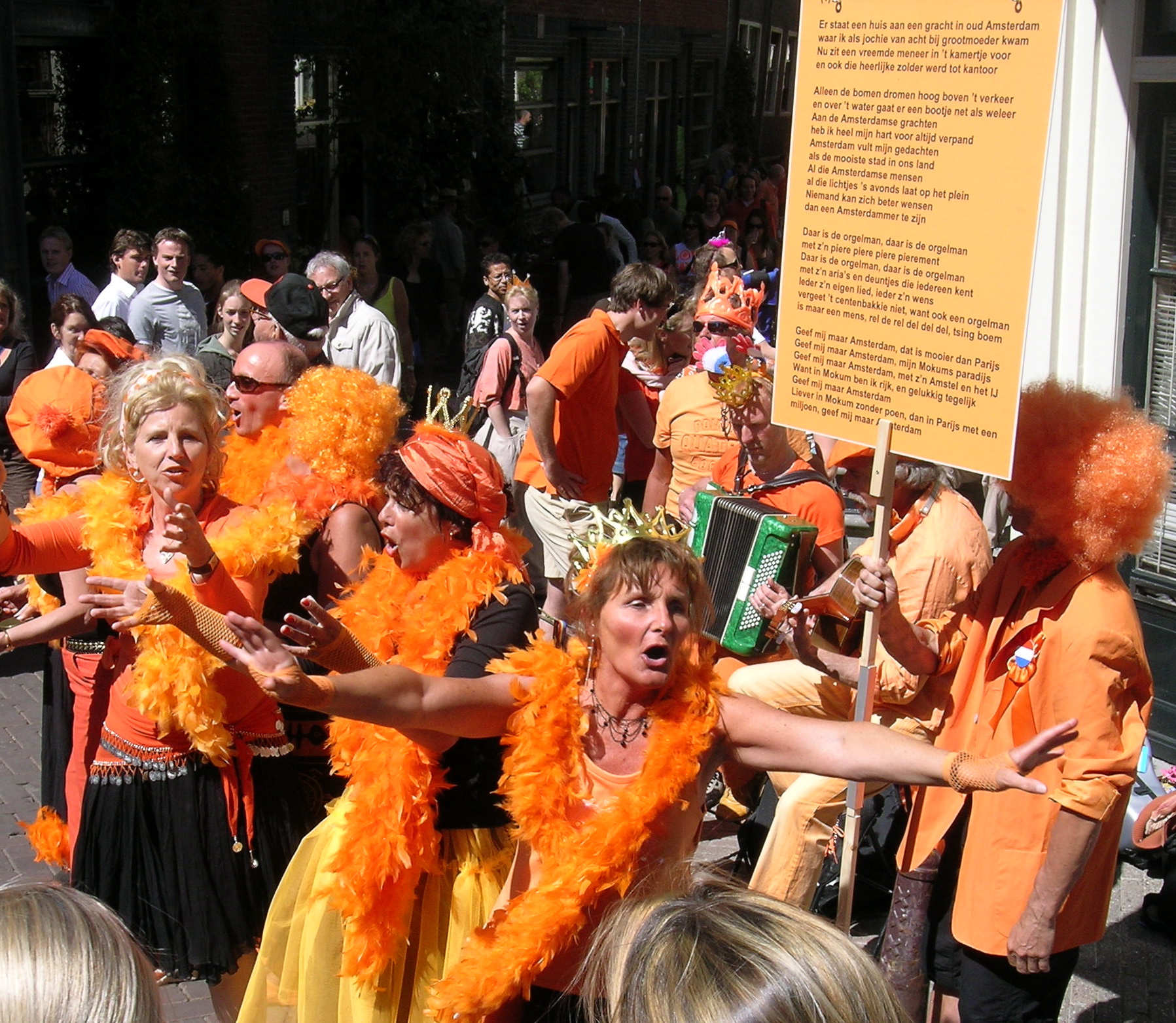
Juerguistas vestidos de naranja en Amsterdam, Koninginnedag 2007.

En los últimos años, se han celebrado fiestas y conciertos la noche anterior al Koningsdag. Hasta 2013, los clubes nocturnos de los Países Bajos organizaban eventos especiales para lo que se conoció como Koninginnenacht (Noche de la Reina). Muchos jóvenes celebran en las calles y plazas (y en Ámsterdam, también en los canales) durante toda la noche, y después de toda la noche de fiesta se unen a la multitud en el vrijmarkt.
Si bien las celebraciones del Día del Rey tienen lugar en los Países Bajos, Ámsterdam es un destino popular para muchos juerguistas. A menudo, a los 850 000 habitantes de la ciudad se unen hasta 1 millón de visitantes. En los últimos años, las autoridades de Ámsterdam han tomado algunas medidas para tratar de detener el flujo de visitantes a medida que la ciudad se llenó demasiado.
Los que participan en Koningsdag comúnmente se tiñen el cabello de naranja o usan ropa naranja en honor a la Casa de Orange-Nassau, que gobierna los Países Bajos. Las bebidas de color naranja también son populares. Esta elección de color a veces se denomina "locura naranja" o, en neerlandés, oranjegekte. Un miembro del Comité Naranja local dijo sobre Koninginnedag en 2011:

Se formarán amistades y comunidades. Para mí, de eso se trata realmente el Día de la Reina. No es un estallido de patriotismo, ni siquiera se trata de la popularidad de la familia real. Se trata de un sentido de pertenencia. Por un día, todos son iguales en Holanda. Naranja brillante y chiflado.

Los niños celebran con una variedad de juegos que incluyen koekhappen (en el que atrapan con la boca un pastel de especias que cuelga de un hilo) y spijker poepen (en el que se atan un hilo alrededor de la cintura con un clavo colgando en un extremo, que intentan meter en una botella de vidrio).

### Festivales
Muchos festivales de música también se organizan en el Día del Rey. Los festivales más importantes y conocidos incluyen 538 Koningsdag, un festival de música organizado desde 1993 por la estación de radio neerlandesa 538; Kingsland (desde 2013), organizado en Ámsterdam, Groningen y Róterdam; Supersized Kingsday, un festival de hardcore / hardstyle organizado desde 2014 por B2S; Kingdance (Zwolle, antes conocido como Queendance), organizado desde 2010, y numerosos festivales techno como Loveland van Oranje (Ámsterdam), Oranjebloesem (Ámsterdam), Free Your Mind Orange Edition/Kingsday (Arnhem, Breda).

### Honores
Koningsdag es una oportunidad para que el monarca honre a los ciudadanos por su servicio a los Países Bajos. En 2011, la reina Beatriz emitió una lista de honores destacando el trabajo de 3357 personas, la mayoría de las cuales se convirtieron en miembros de la Orden de Orange-Nassau.

## Fuera de Europa
Koningsdag también se celebra en Aruba, Curaçao y Sint Maarten, países constituyentes del Reino de los Países Bajos. Se celebra menos en la isla caribeña de Bonaire, también parte del Reino, donde la celebración local de Dia di Rincon (que se celebra el 30 de abril) es más popular.